# Comuna de Sępopol
Sępopol (polaco: Gmina Sępopol) é uma gminy (comuna) na Polónia, na voivodia de Vármia-Masúria e no condado de Bartoszycki. A sede do condado é a cidade de Sępopol.
De acordo com os censos de 2004, a comuna tem 6612 habitantes, com uma densidade 26,8 hab/km².

## Área
Estende-se por uma área de 246,58 km², incluindo:
- área agricola: 72%
- área florestal: 17%

## Demografia
Dados de 30 de Junho 2004:
|                      | Total   | Total | Mulheres | Mulheres | Homens  | Homens |
| -------------------- | ------- | ----- | -------- | -------- | ------- | ------ |
|                      | pessoas | %     | pessoas  | %        | pessoas | %      |
| População            | 6612    | 100   | 3379     | 51,1     | 3233    | 48,9   |
| Densidade (pop./km²) | 26,8    | 100   | 13,7     | 13,7     | 13,1    | 13,1   |

De acordo com dados de 2002, o rendimento médio per capita ascendia a 1338,02 zł.

## Comunas vizinhas
- Barciany, Bartoszyce, Korsze.